# Hohen Neuendorf
Hohen Neuendorf är en stad i Tyskland, belägen omedelbart norr om Berlin, i förbundslandet Brandenburg, Landkreis Oberhavel.

## Geografi
Hohen Neuendorf ligger öster om floden Havel, omedelbart norr om Brandenburgs gräns mot förbundslandet Berlin.  
Angränsade orter utgörs av:
- i söder: Berlin (stadsdelen Frohnau i stadsdelsområdet Reinickendorf), Glienicke/Nordbahn
- i öster: Mühlenbecker Land
- i norr: Birkenwerder, Oranienburg
- i väster: Hennigsdorf, Velten.

### Geografisk indeldning

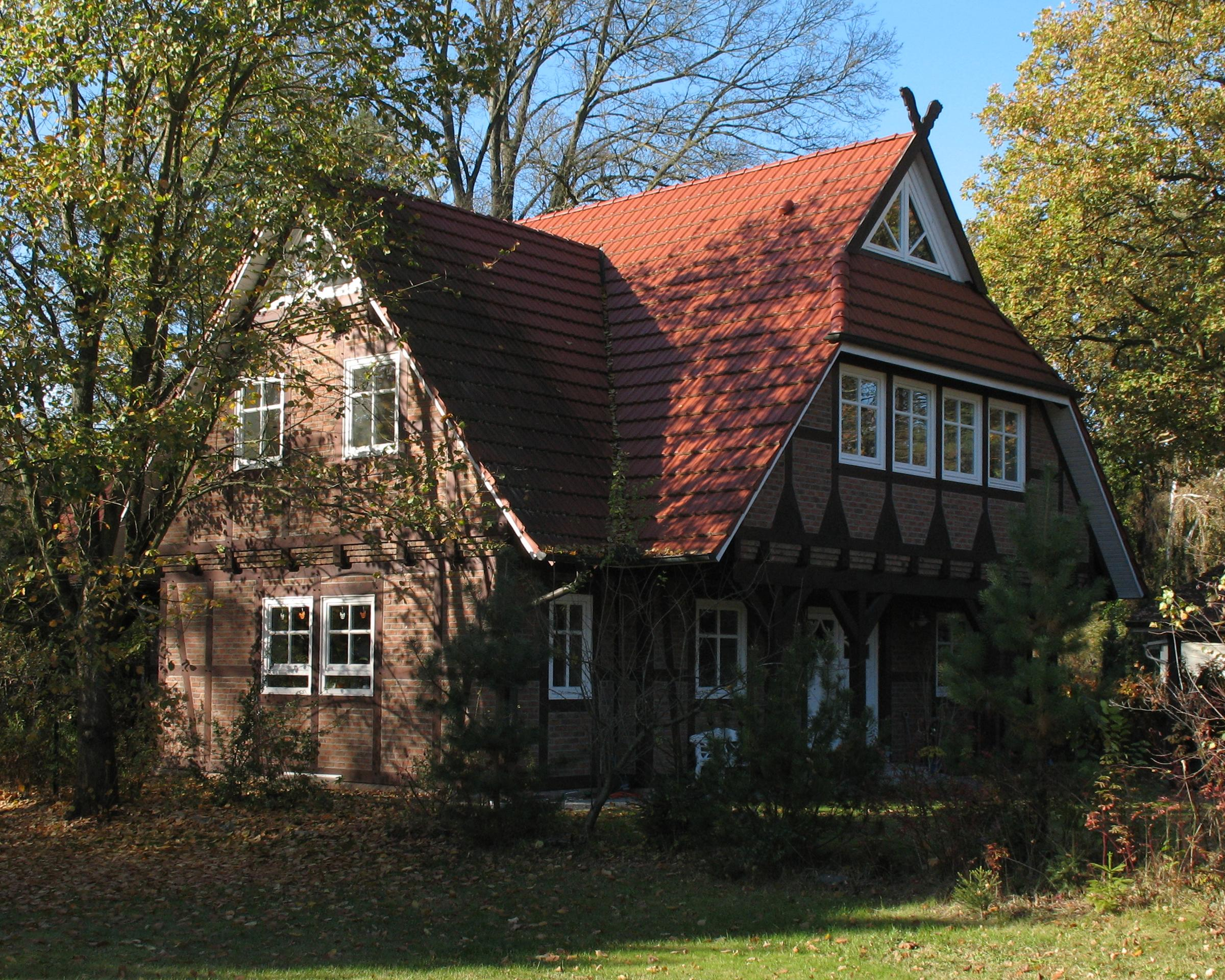
Hus i området Bergfelde

Orten indelas i: Hohen Neuendorfs stadskärna, stadsdelen Stolpe (500 invånare 2008), Borgsdorf, (4 400), Pinnow och Bergfelde (5 300).

## Historia
Hohen Neuendorf nämns i skriftliga källor för första gången 1349 som Nygendorf.  Byn döptes senare om till Hohen Neuendorf för att skilja den från den nedströms belägna byn Neuendorf.  Fram till storstaden Berlins snabba expansion under andra halvan av 1800-talet förblev orten en lantlig by.
Byns urbanisering påbörjades när Berliner Nordbahn, järnvägen mellan Berlin och Neustrelitz byggdes under slutet av 1800-talet. 1877 anlades hållplatser i Stolpe och Hohen Neuendorf, som därmed kom att utvecklas till en sovstad i Berlins utkant. När Berlins pendeltåg byggdes ut på 1920-talet byggdes den nuvarande stationen Hohen Neuendorf för att ersätta de tidigare stationerna.
Under striderna den 21 april 1945 förstördes tre byggnader i södra Hohen Neuendorf av de mot Berlin framryckande sovjetiska och polska trupperna. I övrigt klarade sig orten helt undan förstörelse under andra världskriget.
Mellan 1945 och 1990 låg orten i DDR, på gränsen till Västberlin.  Järnvägen Berliner Außenring byggdes 1953 genom orten.  När Berlinmuren byggdes 1961 förlorade orten sin vägförbindelse över dagens Bundesstrasse 96 med stadsdelen Frohnau i Västberlin, och vägen öppnades åter först efter murens fall, i februari 1990.  Sedan maj 1992 trafikeras även den gamla pendeltågssträckningen mot Berlin över Frohnau.
Efter återföreningen införlivades 1993 kommunerna Bergfelde och Borgsdorf i Hohen Neuendorf, och 2003 efter en folkomröstning även Stolpe. Orten Birkenwerder, som till stora delar omsluts av Hohen Neuendorf, har i en folkomröstning avslagit en kommunsammanslagning mellan orterna.

## Kända ortsbor
Följande personer har bott eller verkat i Hohen Neuendorf:
- Lothar Bisky (född 1941), politiker och tidigare ordförande för PDS.
- Günter Kochan (1930-2009), kompositör.